# Anketa
Anketa (fr. enquête; lat. inquisita; enquirere = istraživati)  je naziv za skup postupaka pomoću kojih se pobuđuju, prikupljaju i analiziraju izjave ljudi kako bi se saznali podaci o njihovu ponašanju ili o njihovim stavovima, mišljenjima, preferencijama, interesima i slično, radi statistike, ispitivanja javnog mnijenja, tržišta ili kao temelj za potrebe medicinskog, sociološkog ili nekog drugog istraživanja.

## Metode
Ponekad je vrlo teško ili nemoguće opažati ponašanje ljudi ili saznati njihovo neposredno doživljavanje u nekim situacijama. Na primjer, u trenutku koji je prethodio prometnoj nesreći, ili tijekom seksualnog odnosa. U takvim primjerima možemo se poslužiti anketnim ispitivanjem. 
Njime se koristimo i onda kada želimo saznati mišljenja ljudi o raznim političkim i socijalnim pitanjima.   
Izjave se pobuđuju promišljeno odabranim pitanjima koja trebaju biti jednostavna, jasna, nedvosmislena i nesugestivna. Pitanja se mogu postaviti pismeno, pomoću otisnutog upitnika, ili usmeno, putem intervjua. Pitanja se ne postavljaju bilo kome, već pažljivo izabranom uzorku ispitanika koji mora biti reprezentativan za populaciju koja se proučava. Registrirani odgovori ispitanika na kraju se obrađuju različitim postupcima statističke analize.

## Vrijednost ankete
Vrijednost ankete je ograničena, jer spoznaje koje nam ona može dati ovise o iskrenosti ispitanika i o njihovoj sposobnosti da odgovore na postavljena pitanja. Ali, uz primjeren problem istraživanja, dobro konstruiran i provjeren upitnik, reprezentativan uzorak ispitanika i uz konkretno prikupljanje i prikladnu analizu podataka, anketom se može doći do korisnih podataka o ljudskom doživljaju i ponašanju. Npr. mnoge spoznaje o seksualnom ponašanju muškaraca i žena u različitim kulturama dugujemo upravo anketnim istraživanjima. 
Anketu kao metodu istraživanja koristimo u sociologiji slično kao i u psihologiji. 